# Luo Meizhen
Luo Meizhen (羅美珍S, Luó MěizhēnP; Guangxi, 9 luglio 1885 (dibattuta) – Bama, 4 giugno 2013) è stata una donna cinese, nota per avere raggiunto la presunta età di 127 anni e 330 giorni.
Nonostante il suo caso sia stato sostenuto dalla Società Gerontologica Cinese (Gerontological Society of China; GSC), a causa della mancanza di un'affidabile certificazione di nascita, la sua età non è stata riconosciuta dal Guinness World Records.

## Biografia
I suoi documenti ufficiali affermavano fosse nata nel Guangxi, all'epoca nell'impero della Dinastia Qing, il 9 luglio 1885; questa documentazione fu tuttavia rilasciata nel 1949, quando fu introdotto il registro delle nascite dalla nuova Repubblica Popolare Cinese
Apparteneva al gruppo etnico degli Yao, ed ha sempre vissuto nella contea di Bama. Tale contea autonoma è nota per la sua asserita longevità; nel censimento nazionale del 2011 vi era una media di 31,7 supercentenari (individui con più di 110 anni di età), per 100.000 abitanti. Luo Meizhen era analfabeta, e fece la contadina e la casalinga per tutta la vita. È stata definita come una "donna simpatica ma testarda e dal carattere forte".
Luo ebbe da suo marito cinque figli. Se la sua data di nascita corrispondesse alla realtà, avrebbe dato alla luce il suo ultimo figlio a 61 anni; questo dato è utilizzato come prova della falsità della sua età da coloro che non ritengono che la donna cinese avesse effettivamente 127 primavere al momento del suo trapasso.

## "Persona più longeva vivente"
Nel 2010 la Società Gerontologica Cinese (Gerontological Society of China; GSC) annunciò che la "125enne" Luo Meizhen era la "Donna più vecchia della Cina", ammettendola nella lista delle possibili persone più longeve della terra, stilata ogni anno dal Guinness dei Primati; la donna non fu però inserita, in quanto la sua documentazione era insufficiente e non raggiungeva i canoni richiesti.
Secondo altre teorie sarebbe nata tra il 1897 ed il 1898, ed al momento della sua morte sarebbe comunque stata una delle persone più longeve viventi, subito dopo il 116enne giapponese Jirōemon Kimura. Un'altra ipotesi, sostenuta da alcuni censimenti, sostiene che Luo Meizhen avesse 98 anni al momento del proprio decesso, in quanto nata nel 1915.

## Morte
Dopo alcuni mesi di malattia Luo Meizhen morì il 4 giugno 2013. All'epoca della sua morte aveva un gran numero di trisnipoti.